# Julodella schochi
Julodella schochi är en skalbaggsart som beskrevs av André Théry 1896. Julodella schochi ingår i släktet Julodella och familjen praktbaggar. Inga underarter finns listade i Catalogue of Life.